# Wipeout Pulse
 (24 mai 2016).
Wipeout Pulse (stylisé wipEout Pulse) est un jeu vidéo de course futuriste développé par SCE Studio Liverpool, sorti en 2007 sur la console PlayStation Portable. C'est le second épisode de la série Wipeout à sortir sur la console portable de Sony. Il est adapté en 2009 sur PlayStation 2.

## Histoire
En 2207, la ligue FX400 propulse la compétition anti-gravité sur de tout nouveaux circuits du monde entier. Nombre d'entre eux utilisent la technologie MagLock afin de créer les tracés les plus extrêmes de l'histoire de ce sport. Avec un nouveau règlement accroissant les performances moteur et comprenant toute une gamme de nouvelles armes spectaculaires, la ligue anti-gravité FX400 constitue l'épreuve ultime pour les pilotes et les engins.

## Caractéristiques du jeu
- 12 circuits (jusqu'à 16 avec les packs téléchargeables), tous sont disponibles en sens inversé (white/black), soit un total de 24 pistes, et 32 avec les packs).
- 8 vaisseaux/écuries (jusqu'à 12 avec les packs).
- 13 armes, dont 2 inédites.
- 16 musiques dans la pure tradition Wipeout ainsi que la possibilité d'ajouter ses propres mp3.
- Lors d'une pause en plein jeu, on a la possibilité de prendre des photos de la course, sous divers angles.
- Mode en ligne jusqu'à 8 joueurs.

Modes de jeu
- Campagne
- Racebox
- Multijoueur et Partage

Types d'épreuves
- Course Unique : Affrontez 7 adversaires, avec ou sans armes.
- CLM (Contre-La-Montre) : Faire le meilleur temps possible sur 3, 4 ou 5 tours, départ arrêté, avec un turbo utilisable par tour.
- Tour rapide : 7 tours pour faire le meilleur temps possible. Vous pouvez bénéficiez au début du tour d'un turbo supplémentaire, en l'activant juste avant la ligne de départ.
- Zone : Parcourez le plus de zones possibles, tout en allant de plus en plus vite, et sans pouvoir freiner. 1 zone correspond à 10 secondes de jeu, et chaque choc avec un mur diminue votre énergie.
- Eliminator : C'est la fête de la destruction (entre 8 pilotes) ! Détruisez autant de vaisseaux ennemis que possible. Le premier à avoir atteint la limite de score gagne la partie. Étant donné qu'il s'agit d'un mode de jeu de type Destruction, les armes ne peuvent pas être désactivées.
- Face-à-Face : Seul face à 1 concurrent, montrez que vous avez des talents de pilote, sans pouvoir utiliser d'armes
- Tournoi : suite de 2 à 12 courses, marquez plus de points que vos adversaires au terme du championnat.

Difficultés présentes dans le jeu
- Venom (1) : catégorie la moins rapide, avec vitesse de pointe à 462 km/h, et 3 tours de circuit
- Flash (2) : rapide mais gérable, convient aux pilotes moyens, avec vitesse de pointe à 538 km/h, et 4 tours de circuit
- Rapier (3) : pour joueurs expérimentés, avec vitesse de pointe à 657 km/h, et 4 tours
- Phantom (4) : réservée aux experts, très rapide (793 km/h), et la plus exigeante avec 5 tours de circuit

Circuits
Les douze circuits de base sont The Amphiseum (Las Vegas), Arc Prime (Seattle), Basiliso (Nouvelle-Écosse), de Konstruct (Genève), Fort Gale (Gibraltar), Metropia (New Kyoto), Moa Therma (Sicile), Outpost 7 (Finlande), Platinum Rush (Groenland), Talon's Junction (Pays de Galles), Tech de Ra (Arizona) et Vertica (Îles Caïmans). Les quatre circuits téléchargeables sont Edgewinter, Gemini Dam (Maroc), Orcus (Alaska) et Vostock Reef (Île Vostok).
Pack téléchargeables
Wipeout Pulse est le premier jeu PSP à avoir proposé du contenu supplémentaire payant sur le PlayStation Network.
- Pack 1 - Mirage
- Pack 2 - Icaras
- Pack 3 - Harimau
- Pack 4 - Auricom

## Bande originale
- Aphex Twin - Fenix Funk 5 (Wipeout Edit)
- Booka Shade - Steady Rush
- B-Phreak & Groove Allegiance - Break Ya Self (Wipeout Remix)
- DJ Fresh - X-Project (100% Pure Mix)
- Dopamine - Flat-Out
- Ed Rush, Optical & Matrix - Frontline
- Kraftwerk - Aero Dynamik
- Loco Dice - City Lights (Martin Buttich Remix)
- Mason - Exceeder (Special Mix)
- Mist - Smart Systems
- Move Ya! & Steve Lavers - Chemical
- Noisia - Seven Stitches
- Rennie Pilgrem & Blim - Slingshot (Wipeout Mix)
- Shlomi Aber & Guy Gerber - Sea of Sand (Wipeout Mix)
- Stanton Warriors - Tokyo
- Skream - Suspicious Thoughts

## Accueil
Le jeu est cité dans Les 1001 jeux vidéo auxquels il faut avoir joué dans sa vie.
- Edge : 7/10[1]
- Eurogamer : 8/10[2]
- Gamekult : 8/10[3]
- GameSpot : 8/10[4]
- GameZone : 9/10[5]
- IGN : 8,8/10[6]
- Jeuxvideo.com : 15/20 (PSP)[7] - 12/20 (PS2)[8]